# Staw (akwen)

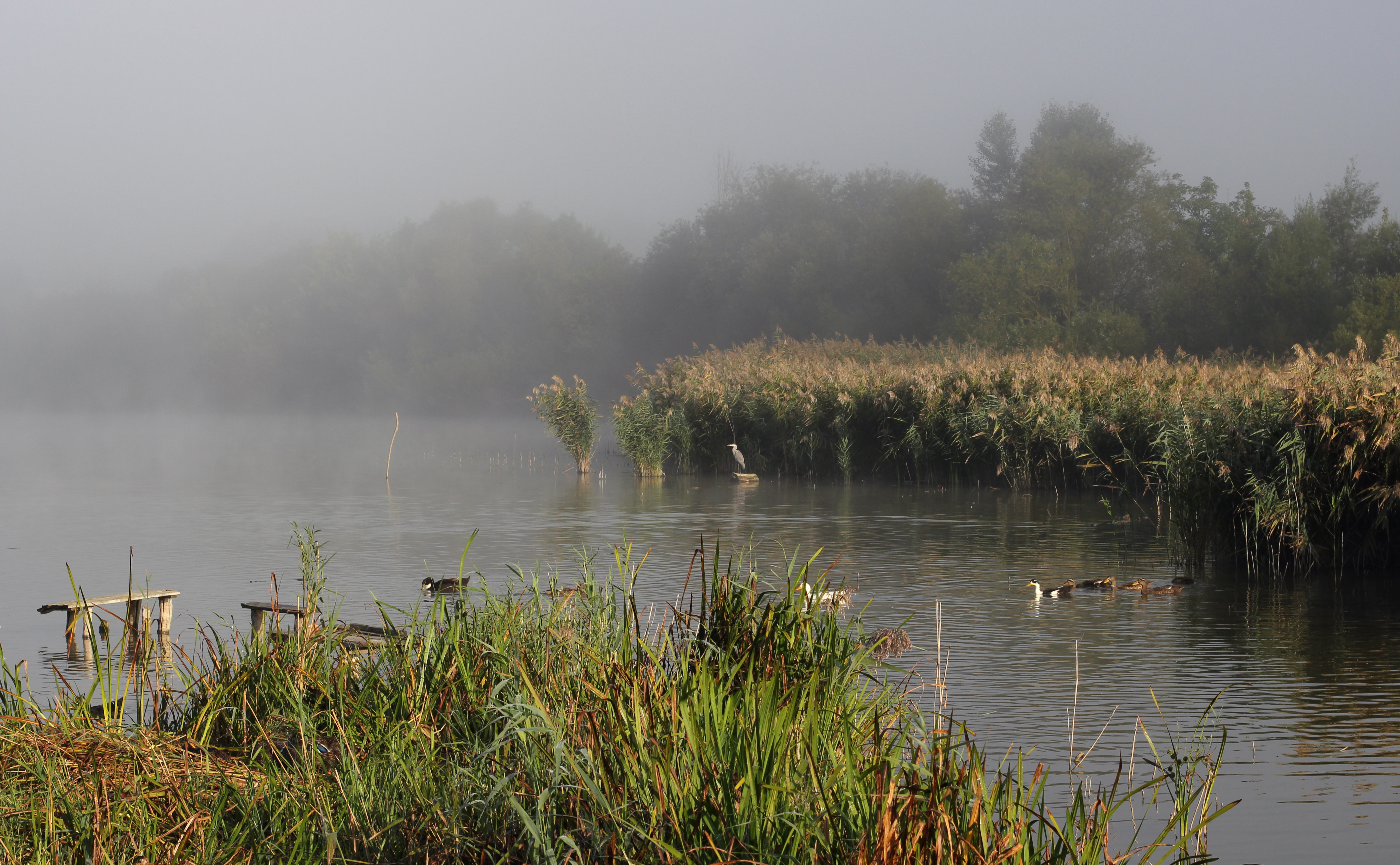
Staw na rzece Tomaszpilka we wsi Komargród w rejonie tomaszpolskim na Ukrainie

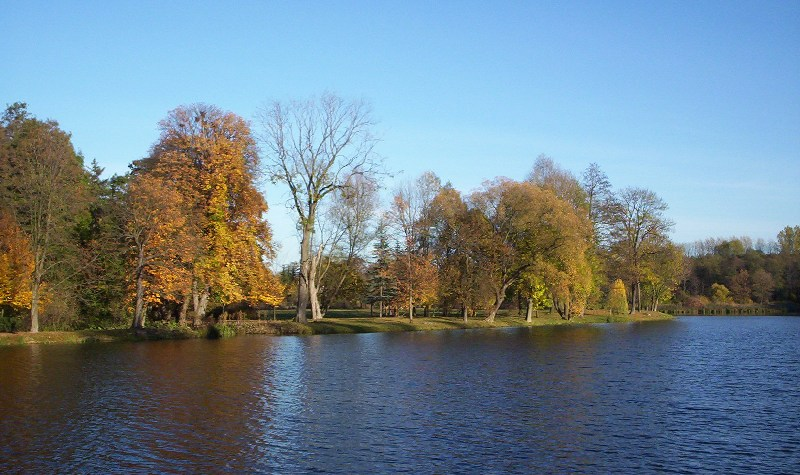
Sztuczny staw w parku

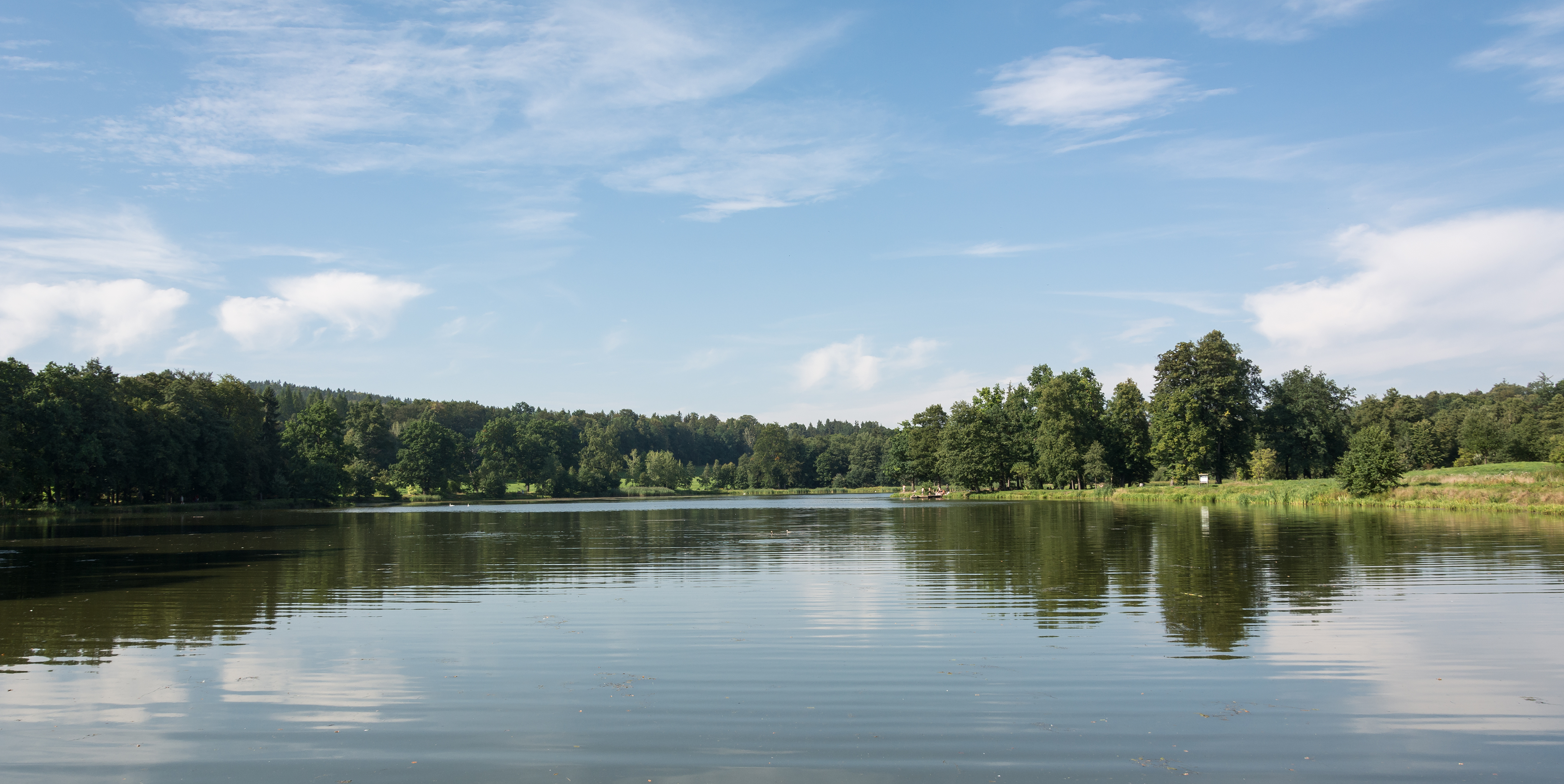
Staw Kąpielnik w Bukowcu

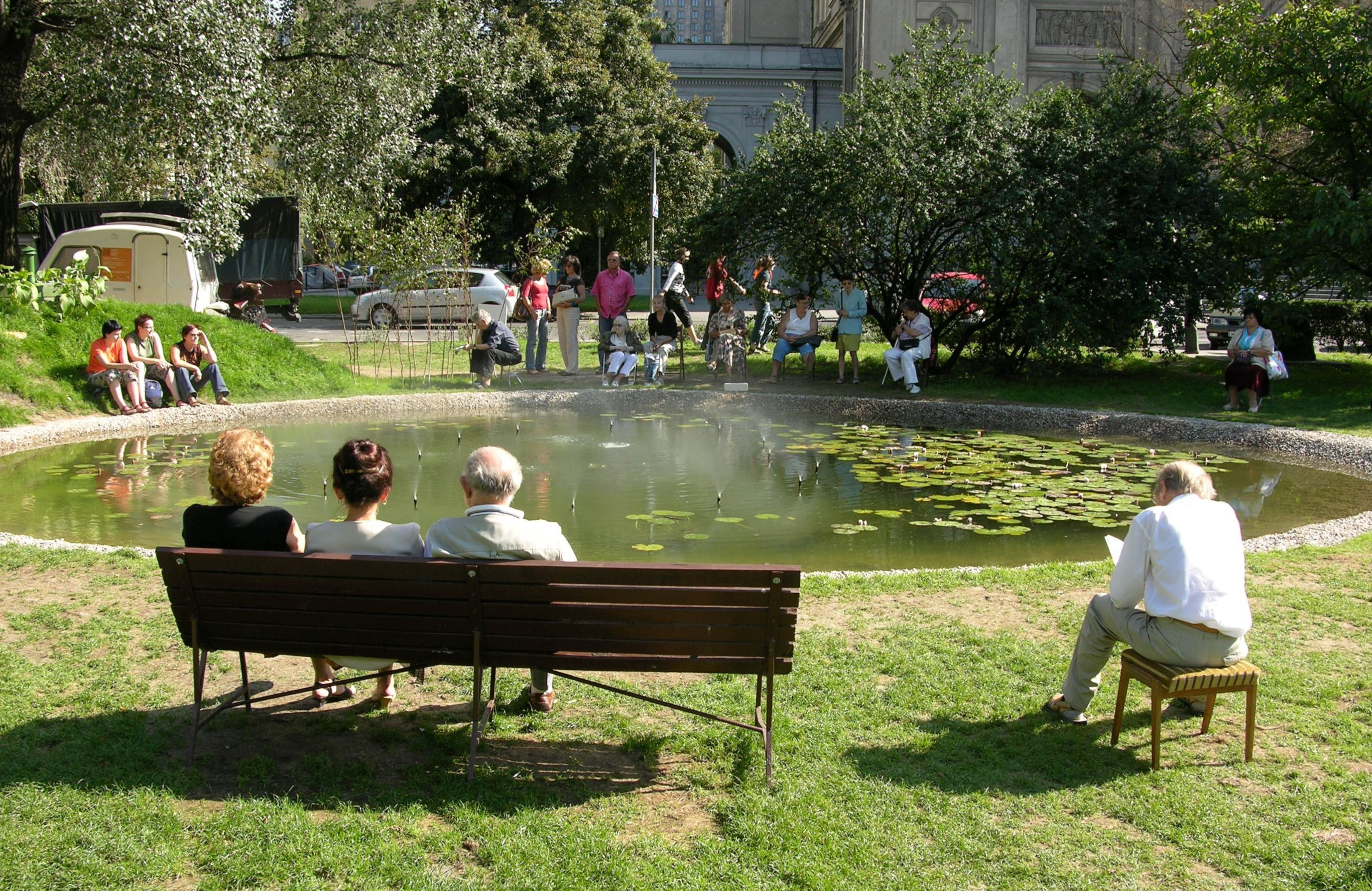
Staw jako element instalacji artystycznej – Dotleniacz Joanny Rajkowskiej na placu Grzybowskim w Warszawie (2007)

Staw – zbiornik wodny, stosunkowo płytki – pozbawiony strefy głębinowej, zazwyczaj mniejszy od jeziora i większy od terenu podmokłego oraz mniej pokryty roślinnością niż teren podmokły.

## Definicja
Istnieje wiele definicji stawów, przez co ten sam zbiornik może się w nich mieścić lub nie. Jedna z definicji ustalona na podstawie analizy innych definicji stosowanych przez ekspertów i warunków ekologicznych odróżnia stawy od mniejszych zbiorników zaliczanych do mokradeł i większych, czyli jezior, określając je jako zbiorniki wodne o maksymalnej powierzchni 5 ha, maksymalnej głębokości 5 m i pokryciu roślinnością wynurzoną poniżej 30%. W stawach światło może dotrzeć do osadów dennych, jeżeli pozwala na to przezroczystość wody. Mogą być stałe lub okresowe i mieć pochodzenie naturalne lub antropogeniczne. Podobnie jak jeziora nie mają bezpośredniego połączenia z morzem. Niektóre z nich są zasilane przez wody rzeczne. Mogą być naturalnymi zbiornikami w zagłębieniach terenu lub być utworzone sztucznie. Według Komisji Standaryzacji Nazw Geograficznych staw definiowany jest jako „płytki zbiornik wodny powstały przez sztuczne zatamowanie (zastawienie) rzeki, najczęściej w celu hodowli ryb”.   Tradycyjnie mianem stawów określa się również wszystkie (nawet bardzo duże) jeziora tatrzańskie.

## Budowa stawu
Staw składa się z:
- wału ziemnego (grobli)
- dna stawowego
- budowli wodnych (mnich wpustowy i mnich spustowy)
- rowów opaskowych

## Rodzaje stawów
Rozróżnia się:
- stawy naturalne (rozlewiska wody gromadzącej się w zagłębieniach terenu), stawami nazywane są m.in. jeziora występujące w Tatrach,
- stawy sztuczne (zbiorniki wodne tworzone przez spiętrzenie wód do celów gospodarczych lub dekoracyjnych) - mogą być kopane lub sypane[6], np. stawy rybne służące do hodowli lub tymczasowego przetrzymywania ryb.